# Chris Colfer

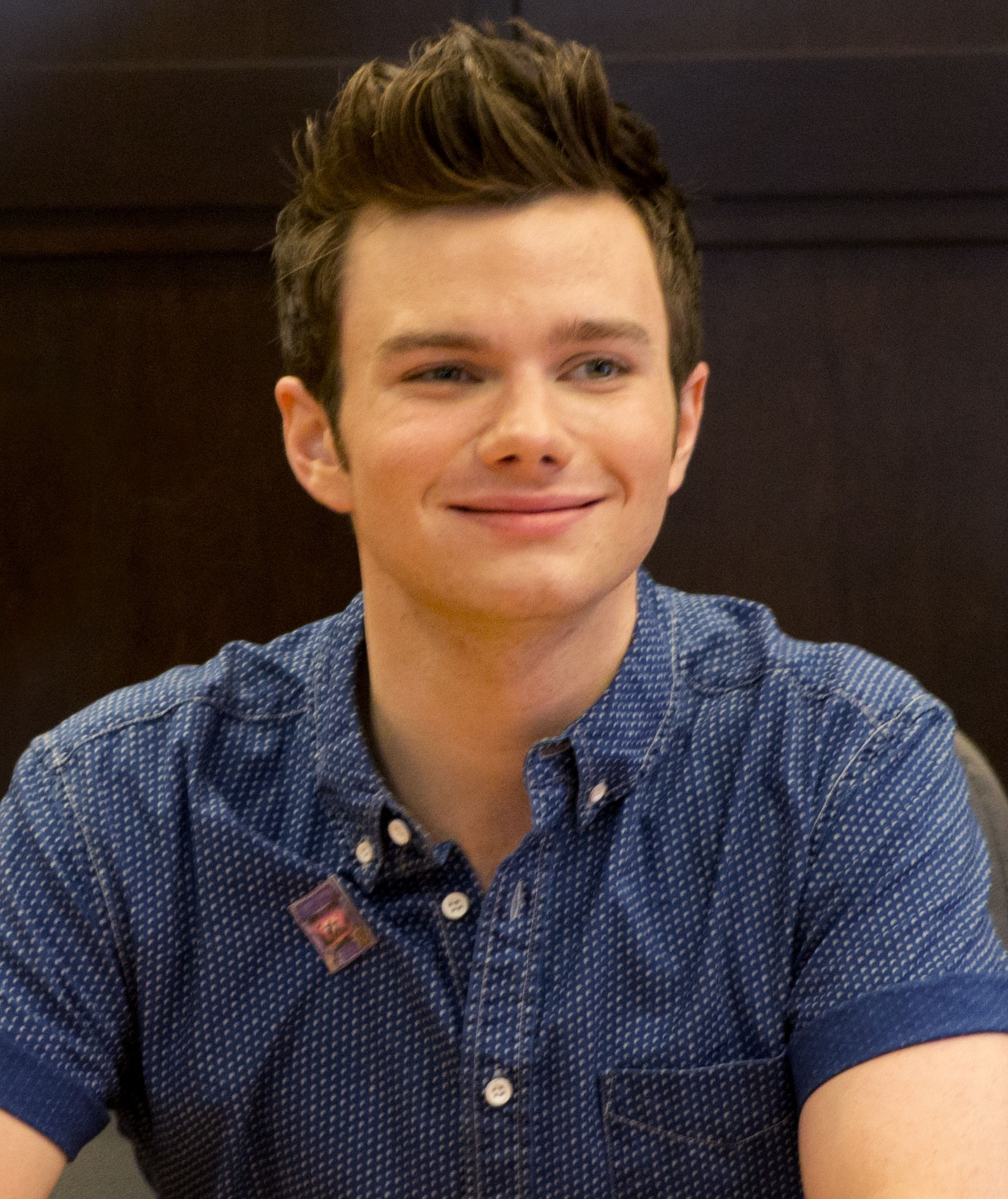
Chris Colfer (2013)

Christopher „Chris“ Paul Colfer (* 27. Mai 1990 in Clovis, Kalifornien) ist ein US-amerikanischer Sänger, Schauspieler, Autor und Drehbuchautor.

## Leben
Chris Colfer wuchs im kalifornischen Clovis auf. Während seiner Schullaufbahn trat er in mehreren Theaterstücken auf, engagierte sich in Literatur- sowie Debattierclubs und schrieb eine Parodie des bekannten Stücks Sweeney Todd. Nach seiner Schulzeit begann Chris Colfer eine Ausbildung zum Schauspieler. Colfer ist offen homosexuell, wurde aber nach eigener Aussage in seiner Schulzeit nicht wegen seiner Homosexualität angefeindet, sondern aufgrund seiner „großen Klappe“.
Er engagiert sich gegen Diskriminierung und Mobbing von homosexuellen Schülern. Er hat eine jüngere Schwester, die an einer seltenen Form von Epilepsie leidet.

## Karriere
Seine erste schauspielerische Erfahrung außerhalb der High School hatte Colfer 2009 im Kurzfilm Russel Fish: The Sausage and Eggs Incident. Noch im selben Jahr, im Alter von 19 Jahren, erhielt er die Rolle des Kurt Hummel in der Fernsehserie Glee, die 2010 mit dem Golden Globe Award ausgezeichnet wurde. Colfer beschreibt seine Rolle als „modischen Sopran, der sehr auf sich selbst fixiert ist und sich sehr selbstbewusst gibt, im Inneren aber doch der verunsicherte und ängstliche Teenager ist, mit dem sich jeder irgendwo identifizieren kann“. Eigentlich sprach er für die Rolle des Artie vor, jedoch waren die Produzenten der Show um Erfinder Ryan Murphy so beeindruckt von seiner Leistung, dass sie extra für ihn eine neue Figur kreierten. Während der High School wollte Colfer unbedingt den Song Defying Gravity aus dem Musical Wicked vortragen, doch seine Lehrer weigerten sich durchgehend, da das Original von einer Frau stammt. Dieses Erlebnis wurde in die Serie mit eingebaut.

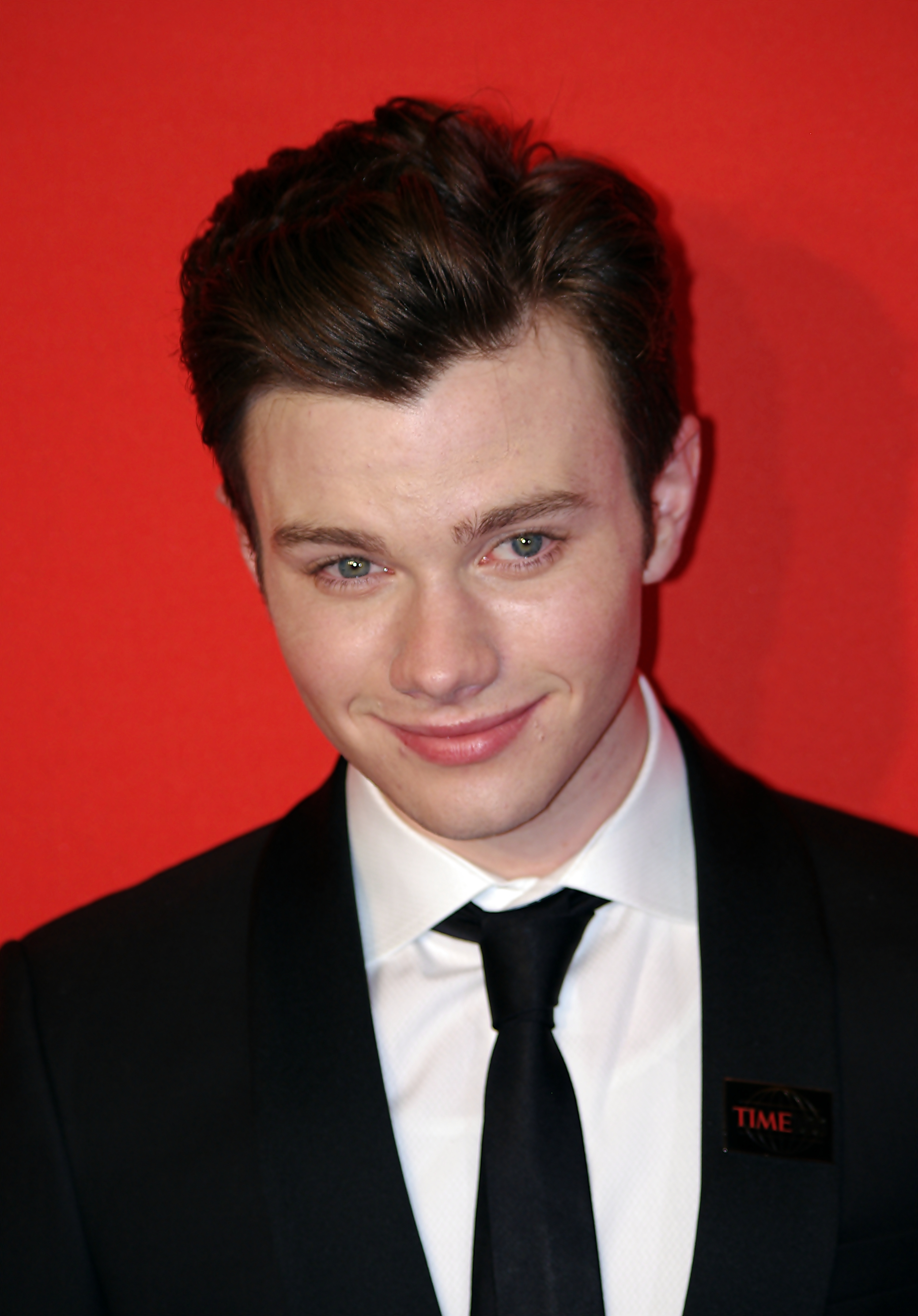
Chris Colfer (April 2011)

Für seine schauspielerische Leistung in Glee erhielt Colfer u. a. Nominierungen bei den Screen Actors Guild Awards sowie den Emmys und wurde 2010 mit einem Teen Choice Award und 2011 mit dem Golden Globe ausgezeichnet. Aufgrund seiner Darstellung des gemobbten und dennoch selbstbewussten Schülers in Glee, zählte das Time-Magazine Colfer in den Time 100 2011 zu den 100 einflussreichsten Persönlichkeiten des Jahres.
Neben der Schauspielerei ist Colfer auch als Autor tätig. So verfasste er das Drehbuch zu dem Independentfilm Vom Blitz getroffen, bei dem er auch selbst mitspielt. Er schrieb ein Drehbuch zur Serien-Adaption des Kinderbuchs The Leftover Witch von Florence Laughlin, das er 2011 an Disney Channel verkaufte.
2012 veröffentlichte Colfer seinen ersten Roman The Land Of Stories, ein Kinder- und Jugendbuch, das die Bestsellerliste der New York Times für Kinderbücher erreichte. Es folgten weitere fünf Teile von Land of Stories sowie fünf Beiwerke zu der Serie. 2017 erschien außerdem das Buch Stranger than fanfiction, in dem sich ein berühmter Serien-Star mit vier seiner größten Fans auf einen Road-Trip begibt. 2019 veröffentlichte er den ersten Band von A Tale of Magic, das im Land of Stories-Universum angesiedelt ist und der Start zu einer inzwischen dreibändigen Reihe war (Stand: November 2022); Band 1, Eine geheime Akademie, wurde 2022 mit der Kalbacher Klapperschlange ausgezeichnet.

## Filmografie
- 2009: Russel Fish: The Sausage and Eggs Incident (Kurzfilm)
- 2009–2015: Glee (Fernsehserie, 121 Folgen)
- 2010: Marmaduke (Sprechrolle)
- 2011: The Cleveland Show (Fernsehserie, Folge 2x11, Sprechrolle)
- 2012: Vom Blitz getroffen (Struck by Lightning)
- 2014–2015: Hot in Cleveland (Fernsehserie, 2 Folgen)
- 2016: Absolutely Fabulous: Der Film

## Bibliografie
- The Land of Stories Serie
  - The Land of Stories: The Wishing Spell (2012) – deutsch: Land of Stories: Das magische Land 1 – Die Suche nach dem Wunschzauber (2019)
  - The Land of Stories: The Enchantress Returns (2013)  – deutsch: Land of Stories: Das magische Land 2 – Die Rückkehr der Zauberin (2019)
  - The Land of Stories: A Grimm Warning (2014) – deutsch: Land of Stories: Das magische Land 3 – Eine düstere Warnung (2020)
  - The Land of Stories: Beyond the Kingdoms (2015) – deutsch: Land of Stories: Das magische Land 4 – Ein Königreich in Gefahr (2020)
  - The Land of Stories: An Author's Odyssey (2016) – deutsch: Land of Stories: Das magische Land 5 – Die Macht der Geschichten (2021)
  - The Land of Stories: Worlds Collide (2017) – deutsch: Land of Stories: Das magische Land 6 – Der Kampf der Welten (2021)
  - The Curvy Tree: A Tale from the Land of Stories (2015)
  - Trollbella Throws a Party: A Tale from the Land of Stories (2017)
  - Queen Red Riding Hood's Guide to Royalty (2015)
  - The Mother Goose Diaries (2015)
  - A Treasury of Classic Fairy Tales (2016) – deutsch: Land of Stories: Das magische Land – Eine Schatztruhe klassischer Märchen (2022)
  - The Land Of Stories: The Ultimate Book Huggers Guide (2018)
- Struck by Lightning: The Carson Phillips Journal (2012)
- Stranger Than Fanfiction (2017)
- A Tale Of Magic ... (2019) – deutsch: Die Legende der Magie 1 – Eine geheime Akademie (2021)
- A Tale of Witchcraft ... (2020) – deutsch: Die Legende der Magie 2 – Eine dunkle Verschwörung (2021)
- A Tale of Sorcery ...  (2021) – deutsch: Die Legende der Magie 3 – Ein gefährlicher Pakt (2022)

## Hörbücher (Auswahl)
- Struck by Lightning: The Carson Phillips Journal (Audible, Autorenlesung, 2013)
- A Tale of Witchcraft... (Autorenlesung, 2020), Little, Brown, ISBN 978-1-5491-2905-6

## Auszeichnungen und Nominierungen
Nominierungen:
- 2009: Satellite Award – Best Supporting Actor – Series, Miniseries or Television Film  (für Glee)
- 2010: Teen Choice Award – Choice Music: Group (für Glee)
- 2010: Emmy – Outstanding Supporting Actor in a Comedy Series (für Glee)
- 2010: Satellite Award – Best Supporting Actor – Series, Miniseries or Television Film  (für Glee)
- 2011: Screen Actors Guild Award – Outstanding Performance by a Male Actor in a Comedy Series (für Glee)
- 2011: Emmy – Outstanding Supporting Actor in a Comedy Series (für Glee)
- 2012: People’s Choice Award – Favorite TV Comedy Actor (für Glee)

Auszeichnungen:
- 2010: Teen Choice Award – Choice TV: Male Scene Stealer (für Glee)
- 2010: Screen Actors Guild Award – Outstanding Performance by an Ensemble in a Comedy Series (für Glee)
- 2011: Golden Globe Award – Best Supporting Actor in a Series, Miniseries or Motion Picture Made for Television (für Glee)
- 2012: Teen Choice Award – Choice TV Actor: Comedy (für  Glee)
- 2012: People’s Choice Award – Favorite TV Comedy Actor (für Glee)
- 2013: People’s Choice Award – Favorite TV Comedy Actor (für Glee)
- 2014: People’s Choice Award – Favorite TV Comedy Actor (für Glee)